# Рафаель Віккі
Рафаель Віккі (нім. Raphaël Wicky, нар. 26 квітня 1977, Лойґґерн, Швейцарія) — швейцарський футболіст, що грав на позиції півзахисника. Чемпіон Швейцарії, володар Кубка Німеччини. Виступав, зокрема, за клуби «Вердер» та «Гамбург», а також національну збірну Швейцарії.
Після закінчення ігрової кар'єри — футбольний тренер. Очолює тренерський штаб швейцарського клубу «Янг Бойз».

## Клубна кар'єра

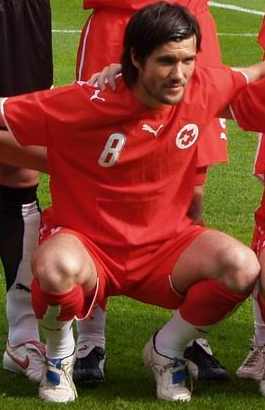

Народився 26 квітня 1977 року в місті Лойґґерн. Вихованець юнацьких команд футбольних клубів «Штег» та «Сьйон».
У дорослому футболі дебютував 1993 року виступами за команду клубу «Сьйон», в якій провів чотири сезони, взявши участь у 130 матчах чемпіонату. За цей час виборов титул чемпіона Швейцарії.
Своєю грою за цю команду привернув увагу представників тренерського штабу клубу «Вердер», до складу якого приєднався 1997 року. Відіграв за бременський клуб наступні три сезони своєї ігрової кар'єри. Більшість часу, проведеного у складі «Вердера», був основним гравцем команди. За цей час додав до переліку своїх трофеїв титул володаря Кубка Німеччини.
Протягом 2001 року захищав кольори іспанського клубу «Атлетіко».
Того ж 2001 року уклав контракт з німецьким «Гамбургом», у складі якого провів наступні шість років своєї кар'єри гравця. Граючи у складі «Гамбурга» здебільшого виходив на поле в основному складі команди.
2007 рік провів у рідному для себе «Сьйоні».
Завершив професійну ігрову кар'єру у клубі «Чивас Ю.Ес.Ей.», за команду якого виступав протягом 2008 року.

## Виступи за збірну
1996 року дебютував в офіційних матчах у складі національної збірної Швейцарії. Протягом кар'єри у національній команді, яка тривала 13 років, провів у формі головної команди країни 75 матчів, забивши 1 гол.
У складі збірної був учасником чемпіонату Європи 1996 року в Англії, чемпіонату Європи 2004 року у Португалії та чемпіонату світу 2006 року у Німеччині.

## Тренерська кар'єра
У червні 2017 року очолив тренерський штаб швейцарського «Базеля». Під його керівництвом команда у сезоні 2017/18 посіла друге місце у національному чемпіонаті, не нав'язавши боротьби «Янг Бойз», які з великим відривом здобули чемпіонський титул. У липні 2018 року залишив «Базель».
8 березня 2019 року очолив юнацьку збірну США U-17. 27 грудня став головним тренером клубу «Чикаго Файр».
2 червня 2022 року очолив тренерський штаб «Янг Бойз».

## Титули і досягнення

### Гравець
- Чемпіон Швейцарії (1):

«Сьйон»: 1996-97
- Володар Кубка Німеччини (1):

«Вердер»: 1998-99
- Володар Кубка німецької ліги (1):

«Гамбург»: 2003

### Тренер
- Чемпіон Швейцарії (1):

«Янг Бойз»: 2022-23
- Володар Кубка Швейцарії (1):

«Янг Бойз»: 2022-23